# Maruyama Masao (Historiker)
Maruyama Masao (japanisch 丸山 眞男; * 22. März 1914; † 15. August 1996) war ein japanischer Politikwissenschaftler und Historiker.

## Leben
Maruyama hat an der Juristischen Fakultät der Universität Tokyo studiert. 1940 wurde er dort Assistenzprofessor. Während des Zweiten Weltkrieges war er in Hiroshima stationiert, wo er auch den Abwurf der Atombombe miterlebte. Bei Kriegsende war er 31 Jahre alt. In den folgenden Jahren trat er mit einer Reihe von Aufsätzen an die Öffentlichkeit, in denen er die Mentalitätsgeschichte Japans hinsichtlich ihrer Wirkung im 20. Jahrhundert einer tiefgreifenden Analyse unterzog.
Die große Wirkung seiner Schriften machte ihn zu einem der führenden Intellektuellen seines Landes, deren Ziel es war, die Demokratisierung Japans mit einer Aufarbeitung der Vergangenheit zu verbinden. Seinem Selbstverständnis nach waren seine Arbeiten „im Widerstand gegen eine Tendenz geschrieben, jene in den dreißiger und vierziger Jahren für jeden sichtbaren krankhaften Phänome als ‚Unfall’ oder Ausnahmeerscheinungen im Grab der Vergangenheit zu verschütten“. Für sein Werk Studies in the Intellectual History of Tokugawa Japan (日本政治思想史研究, dt. etwa Geschichte des politischen Denkens in Japan) wurde er 1953 mit dem Mainichi-Kulturpreis ausgezeichnet.
Seine Arbeiten richteten sich vornehmlich gegen ein „Verdrängen“ der jüngsten japanischen Geschichte und ihrer ideologischen Wurzeln. Das kulturelle Erbe Japans war ihm kein Reservoir des wahren, unverdorbenen Japans, sondern selbst tief verstrickt in die ideologischen Ursachen der als Fehlentwicklung verurteilten Ereignisse im zwanzigsten Jahrhundert.
1971 wurde Masao in die American Academy of Arts and Sciences gewählt. 1977 erhielt er für Senchū to sengo no aida (戦中と戦後の間) den Osaragi-Jirō-Preis, 1985 den Asahi-Preis.

## Werke in deutscher Übersetzung
- Denken in Japan. Suhrkamp, Frankfurt am Main 1988, ISBN 3-518-11398-4.
- Loyalität und Rebellion. Iudicium, München 1996, ISBN 3-89129-308-9.
- Freiheit und Nation in Japan: Ausgewählte Aufsätze 1936–1949. Iudicium, München 2007, ISBN 978-3-89129-875-6.